# Leptodontopera rufitinctaria
Leptodontopera rufitinctaria là một loài bướm đêm trong họ Geometridae.